# Ilse DeLange
Ilse DeLange (Almelo, 13 de maig de 1977) és una cantant i compositora neerlandesa. Va guanyar el Premi Edison els anys 1998, 2001, 2004 i 2009. Els seus àlbums van arribar al platí 18 vegades. Va representar els Països Baixos amb Waylon com a part del duo efímer The Common Linnets al Festival de la Cançó d'Eurovisió 2014 amb la canço Calm after the Storm. Van acabar al segon lloc, després d'Àustria.

## Discografia

### Àlbums d'estudi
| Any  | Títol                | Millors posicions a les taules | Millors posicions a les taules | Certificat |
| Any  | Títol                | NL                             | BE                             | NL         |
| ---- | -------------------- | ------------------------------ | ------------------------------ | ---------- |
| 1998 | World of Hurt        | 1                              | 17                             | 5x Platí   |
| 2000 | Livin' on Love       | 5                              | 36                             | Platí      |
| 2003 | Clean Up             | 1                              | 31                             | Or         |
| 2006 | The Great Escape     | 1                              | 59                             | 2x Platí   |
| 2008 | Incredible           | 1                              | 35                             | 5x Platí   |
| 2010 | Next to Me           | 1                              | 46                             | 2x Platí   |
| 2012 | Eye of the Hurricane | 1                              | 101                            | Platí      |

### Àlbums en viu
| Any  | Títol                         | Millors posicions a les taules | Millors posicions a les taules | Certificat |
| Any  | Títol                         | NL                             | BE                             | NL         |
| ---- | ----------------------------- | ------------------------------ | ------------------------------ | ---------- |
| 1999 | Dear John                     | 3                              | 20                             | Platí      |
| 2007 | Live                          | 4                              | -                              | Or         |
| 2009 | Live in Ahoy                  | 1                              | -                              | -          |
| 2011 | Live in Gelredome             | 1                              | -                              | -          |
| 2012 | Live in Gelredome, the second | -                              | -                              | -          |

### Àlbums de compilació
| Any  | Títol                                      | Millors posicions a les taules | Millors posicions a les taules | Certificat |
| Any  | Títol                                      | NL                             | BE                             | NL         |
| ---- | ------------------------------------------ | ------------------------------ | ------------------------------ | ---------- |
| 2003 | Here I Am                                  | 5                              | -                              | Or         |
| 2013 | After The Hurricane - Greatest Hits & More | 2                              | -                              | Platí      |

### Senzills
| Any  | Títol                             | Millors posicions a les taules | Millors posicions a les taules | Àlbum                |
| Any  | Títol                             | NL Top 40                      | NL Top 100                     | Àlbum                |
| ---- | --------------------------------- | ------------------------------ | ------------------------------ | -------------------- |
| 1998 | "I'm Not So Tough"                | 35                             | 35                             | World of Hurt        |
| 1998 | "World of Hurt"                   | -                              | 58                             | World of Hurt        |
| 1998 | "I'd Be Yours"                    | -                              | 52                             | World of Hurt        |
| 1999 | "When We Don't Talk"              | -                              | 76                             | World of Hurt        |
| 2000 | "Livin' on Love"                  | 37                             | 44                             | Livin' on Love       |
| 2001 | "I Still Cry"                     | -                              | 70                             | Livin' on Love       |
| 2002 | "Shine" (amb Rosemary's Sons)     | 34                             | 33                             | -                    |
| 2003 | "No Reason To Be Shy"             | -                              | 61                             | Clean Up             |
| 2003 | "Before You Let Me Go" (amb Kane) | 4                              | 3                              | -                    |
| 2003 | "Wouldn't That Be Something"      | -                              | 87                             | Here I Am            |
| 2004 | "All The Answers"                 | -                              | 65                             | Here I Am            |
| 2005 | "Blue" (amb Zucchero)             | 23                             | 10                             | -                    |
| 2006 | "The Great Escape"                | 11                             | 11                             | The Great Escape     |
| 2006 | "The Lonely One"                  | 18                             | 12                             | The Great Escape     |
| 2007 | "I Love You"                      | 26                             | 35                             | The Great Escape     |
| 2007 | "Reach for the Light"             | -                              | -                              | The Great Escape     |
| 2008 | "So Incredible"                   | 6                              | 1                              | Incredible           |
| 2009 | "Miracle"                         | 1                              | 2                              | Incredible           |
| 2009 | "Puzzle Me"                       | 5                              | 9                              | Incredible           |
| 2009 | "We're Alright"                   | 21                             | -                              | Incredible           |
| 2010 | "Next to Me"                      | 9                              | 4                              | Next to Me           |
| 2010 | "High Places" (amb Kane)          | 13                             | 12                             | Next to Me           |
| 2010 | "Beautiful Distraction"           | 18                             | 43                             | Next to Me           |
| 2011 | "Carousel"                        | 32                             | -                              | Next to Me           |
| 2011 | "DoLuv2LuvU"                      | 14                             | 7                              | senzill no de àlbum  |
| 2012 | "Without You (acústic)"           | -                              | 92                             | Eye of the Hurricane |
| 2012 | "Hurricane"                       | 23                             | 7                              | Eye of the Hurricane |
| 2012 | "Winter of Love"                  | 20                             | 13                             | Eye of the Hurricane |
| 2013 | "We Are One"                      | 33                             | 32                             | Eye of the Hurricane |
| 2013 | "Blue Bittersweet"                | 8                              | 16                             | -                    |